# Jerzy Klus
Jerzy Klus též Georg Klus (13. října 1839, Holešov (ve Slezsku) – 17. března 1917, Těšín) byl polský hudebník, varhaník, učitel a lexikograf.
Od roku 1859 pracoval jako učitel. Působil nejprve v rodném Holešově, následně v Hodišově a v Dolních Bludovích, kde byl i varhaníkem tamního evangelického sboru. V letech 1873–1899 působil v Těšíně jako učitel a varhaník v Ježíšově kostele.
Vydal „Melodyje pieśni kościelnych używanych w zborach ewangelickich na Szląsku” a „Melodyje chorałów” (tzv. Klusův chorálník). Vydal též slovník „Deutsch-polnisches Wörterbuch zum Schul- und Handgebrauche”. Jeho další slovník „Nowy słownik kieszonkowy niemiecko-polski i polsko-niemiecki do użytku szkolnego i podręcznego” vyšel 26x (naposledy roku 1936 v Třebíči).